# Lycopodiophyta
Lycopodiophyta, biljke nekada klasificirane u odjeljak papratnjača, a dio su klada Tracheophyta. Danas su zastupljene od razreda crvotočnice (Lycopodiopsida).

## Razredi
1. classis Protolepidodendropsida †
2. classis Cyclostigmatopsida †
3. classis Lycopodiopsida Bartl.